# Liste des évêques de Fall River
Liste des évêques de Fall River
(Dioecesis Riverormensis)
Le diocèse de Fall River, dans le Massachusetts, est créé le 12 mars 1904, par détachement de celui de Providence.

## Évêques de Fall River
- 12 mars 1904-† 2 février 1907 : William Stang
- 2 juillet 1907-† 19 juillet 1934 : Daniel Feehan (Daniel Francis Feehan)
- 28 juillet 1934-† 17 mai 1951 : James Cassidy (James Edwin Cassidy), auparavant évêque auxiliaire (1930), administrateur apostolique (1930) et coadjuteur (1934).
- 17 mai 1951-30 octobre 1970 : James Connolly (James Louis Connolly), auparavant évêque coadjuteur (1945).
- 30 octobre 1970-10 décembre 1991 : Daniel Cronin (Daniel Anthony Cronin), auparavant évêque auxiliaire de Boston, nommé archevêque de Hartford (Connecticut).
- 16 juin 1992-3 septembre 2002 : Sean O'Malley, O.f.m. Cap. (Sean Patrick O'Malley), auparavant évêque de Saint-Thomas (Îles Vierges), nommé évêque de Palm Beach (Floride), puis archevêque de Boston. Cardinal (2006).
- 30 avril 2003-3 juillet 2014[1] : George Coleman (George William Coleman)
- depuis le 3 juillet 2014[1] : Edgar da Cunha, S.D.V. (Edgar Moreira da Cunha), auparavant évêque auxiliaire de Newark (New Jersey).

## Autres évêques liés au diocèse

### Coadjuteurs et évêques auxiliaires
- 21 mars 1930 - 28 juillet 1934 : James E. Cassidy, évêque auxiliaire, puis coadjuteur (13 juillet 1934)
- 7 avril 1945 - 17 mai 1951 : James L. Connolly, coadjuteur
- 2 février 1959 - 12 janvier 1976 : James Joseph Gerrard, évêque auxiliaire

### Évêques originaires du diocèse
- John Edward Morris, M.M., préfet de Peng-yang (Corée du Nord) (1930-1936).
- William Otterwell Brady, évêque de Sioux Falls (Dakota du Sud) (1939-1956), puis coadjuteur (1956) et archevêque de Saint Paul (Minnesota) (1956-1961).
- Humberto Sousa Medeiros, évêque de Brownsville (Texas) (1966-1970) puis archevêque de Boston (1970-1983). Cardinal (1973).
- Joseph Patrick Delaney, incardiné dans le diocèse de Brownsville (Texas) (1971), évêque de Fort Worth (Texas) (1981-2005).

### Source
- L'Annuaire pontifical, sur le site http://www.catholic-hierarchy.org, à la page